# Listerby socken
Listerby  socken i Blekinge ingick i Medelstads härad, uppgick 1967 i Ronneby stad och området ingår sedan 1971 i Ronneby kommun och motsvarar från 2016 Listerby distrikt i Blekinge län.
Socknens areal är 42,7 kvadratkilometer, varav land 42,05. År 2000 fanns här 1 738 invånare. Tätorten Listerby med Listerby kyrka är centralort i socknen.

## Administrativ historik
Socknen har medeltida ursprung med en kyrka från 1200-talet.
Vid kommunreformen 1862 övergick socknens ansvar för de kyrkliga frågorna till Listerby församling och för de borgerliga frågorna till Listerby landskommun. Landskommunen utökades 1952 och uppgick 1967 i Ronneby stad som 1971 uppgick i Ronneby kommun. Församlingen utökades 2002 och uppgick 2010 i Ronneby församling.
1 januari 2016 inrättades distriktet Listerby, med samma omfattning som församlingen hade 1999/2000.
Socknen har tillhört fögderier, tingslag och domsagor enligt vad som beskrivs i artikeln Medelstads härad. Socken indelades fram till 1901 i 46 båtsmanshåll, vars båtsmän tillhörde Blekinges 3:e (1:a före 1845) båtsmanskompani.

## Geografi
Listerby socken ligger vid kusten öster om Ronneby med huvuddelen på en halvö som ligger väster om Listerbyfjärden där Listerbyån mynnar. Till socknen hör öarna Torkö, Arpö och Vagnö. Socknen består av omväxlande odlingsbygder och bergs- och moränhöjder i kustlandet samt skärgård.

## Fornminnen
Stenåldersboplats är känd vid Kuggeboda och hällkista från samma skede vid Muregården. Gravrösen finn vid Leråkra, Kartorp och mellan dessa byar och Heaby på Listerbyås. Järnåldersgravfält med högar, rösen, stensättningar och resta stenar finns i Leråkra nära Björketorp. Intill dessa finns Björketorpsstenen. I skärgården finns en pålspärr, troligen vikingatida, mellan två öar. På Torkö fanns under medeltiden ett franciskanerkloster med kapell (S:t Claras kapell uppfört omkring 1467, upphörde omkring 1530). Skattfynd av guld och silver från vikingatiden har återfunnits vid Yxnarum.

## Namnet
Namnet (1421 Liisterby), taget från kyrkbyn, anses innehålla ett antaget äldre namn Lystr(a) eller Liusire på Listerbyån.

## Befolkningsutveckling
| Befolkningsutvecklingen i Listerby socken 1750–1990                                                     | Befolkningsutvecklingen i Listerby socken 1750–1990 | Befolkningsutvecklingen i Listerby socken 1750–1990 | Befolkningsutvecklingen i Listerby socken 1750–1990 | Befolkningsutvecklingen i Listerby socken 1750–1990 |
| --- | --------------------------------------------------- | --------------------------------------------------- | --------------------------------------------------- | --------------------------------------------------- |
| |                                                     |                                                     |                                                     |                                                     |
| År |                                                     |                                                     | Folkmängd                                           |                                                     |
| 1750 | 1750                                                |                                                     | 980                                                 |                                                     |
| 1760 | 1760                                                |                                                     | 1 037                                               |                                                     |
| 1769 | 1769                                                |                                                     | 1 179                                               |                                                     |
| 1780 | 1780                                                |                                                     | 1 232                                               |                                                     |
| 1790 | 1790                                                |                                                     | 1 159                                               |                                                     |
| 1800 | 1800                                                |                                                     | 1 236                                               |                                                     |
| 1810 | 1810                                                |                                                     | 1 294                                               |                                                     |
| 1820 | 1820                                                |                                                     | 1 555                                               |                                                     |
| 1830 | 1830                                                |                                                     | 1 498                                               |                                                     |
| 1840 | 1840                                                |                                                     | 1 701                                               |                                                     |
| 1850 | 1850                                                |                                                     | 2 004                                               |                                                     |
| 1860 | 1860                                                |                                                     | 2 075                                               |                                                     |
| 1870 | 1870                                                |                                                     | 2 233                                               |                                                     |
| 1880 | 1880                                                |                                                     | 2 388                                               |                                                     |
| 1890 | 1890                                                |                                                     | 2 671                                               |                                                     |
| 1900 | 1900                                                |                                                     | 2 642                                               |                                                     |
| 1910 | 1910                                                |                                                     | 2 591                                               |                                                     |
| 1920 | 1920                                                |                                                     | 2 241                                               |                                                     |
| 1930 | 1930                                                |                                                     | 2 144                                               |                                                     |
| 1940 | 1940                                                |                                                     | 1 879                                               |                                                     |
| 1950 | 1950                                                |                                                     | 1 675                                               |                                                     |
| 1960 | 1960                                                |                                                     | 1 418                                               |                                                     |
| 1970 | 1970                                                |                                                     | 1 364                                               |                                                     |
| 1980 | 1980                                                |                                                     | 1 783                                               |                                                     |
| 1990 | 1990                                                |                                                     | 1 749                                               |                                                     |
| Anm: Källor: Umeå universitet - Tabellverket 1749-1859, Demografiska databasen, CEDAR, Umeå universitet |                                                     |                                                     |                                                     |                                                     |

### Fotnoter
1. 1 2 3  Svensk Uppslagsbok andra upplagan 1947–1955: Listerby socken
2. 1 2  Harlén, Hans; Harlén Eivy (2003). Sverige från A till Ö: geografisk-historisk uppslagsbok. Stockholm: Kommentus. Libris 9337075. ISBN 91-7345-139-8
3. ↑  ”Församlingar”. Statistiska centralbyrån. https://www.scb.se/hitta-statistik/regional-statistik-och-kartor/regionala-indelningar/forsamlingar/. Läst 30 december 2022.
4. ↑  "Ostkanten" om Blekinge och Södra Möres båtsmän
5. 1 2  Sjögren, Otto (1932). Sverige geografisk beskrivning del 3 Blekinge, Kristianstads, Malmöhus och Hallands län samt staden Göteborg. Stockholm: Wahlström & Widstrand. Libris 9940
6. 1 2 3  Nationalencyklopedin
7. ↑  Fornlämningar, Statens historiska museum: Listerby socken
8. ↑  Fornminnesregistret, Riksantikvarieämbetet: Listerby socken Fornminnen i socknen erhålls på kartan genom att skriva in sockennamn (utan "socken") i "Ange geografiskt område"